# Œil directeur
On appelle œil directeur celui des yeux qui domine la vision binoculaire.
Pour déterminer l'œil directeur, on vise un point, c'est-à-dire qu'on réalise un alignement entre un point proche et un point éloigné, les deux yeux ouverts. On ferme un œil puis l'autre. L'objet proche apparaît plus proche de l'alignement avec l'œil directeur (Le Grand 1964, p. 250).
Dans ce dispositif, l'alignement n'est parfait pour aucun des deux yeux. Le point où la droite reliant les deux points visés avec les deux yeux croise celle entre les deux yeux s'appelle le centre de regard.
On confond souvent l’œil dominant, qui assure la meilleure qualité de vision monoculaire avec correction, avec l'œil directeur, mais ce sont deux concepts différents. L'œil directeur n'est pas nécessairement celui qui a la meilleure acuité visuelle, même si la corrélation est importante.
L'œil directeur est le plus souvent l'œil préféré pour viser, comme au tir, ou pour utiliser un appareil optique monoculaire, comme une lunette d'approche ou un viseur d'appareil photographique,. 

## Latéralité homogène et croisée
Le côté de l'œil directeur n'a pas de rapport évident avec la latéralité motrice. Environ un tiers des humains a l'œil gauche directeur et un dixième est gaucher plutôt que droitier. Plus de personnes sont gauchères avec l'œil directeur à gauche que si ces caractères étaient indépendants : 57 % contre 35 % des droitiers. Aucune explication ni relation précise n'a été établie entre ces caractéristiques. L'entraînement peut affecter la préférence pour la main gauche, mais on ne fait pas le même effort pour l'œil, ce qui complique l'étude, en plus des difficultés pour bien séparer les deux préférences.
Un droitier de la main, dont l'œil directeur est le droit, est ainsi dit de latéralité homogène. Il en est de même pour un gaucher de la main qui possède un œil directeur gauche. En revanche, une personne droitière de la main et gauchère au niveau de l'œil directeur (et inversement) est dite de latéralité croisée.